# Xabier Erkizia
Xabier Erkizia Martikorena (Lesaca, Navarra,  27 de octubre de 1975) es un músico, productor, periodista y artista sonoro. La principal característica de su trabajo es la investigación y la curiosidad en cualquier forma de comunicación o creación que implica la escucha y lo sonoro. Ha colaborado (en estudio y en directo) con artistas de diferentes disciplinas y procedencias y sus prácticas abarcan desde la radio a la producción musical, la escritura (artículos de opinión sobre música, ensayos), composición de bandas sonoras (cine, teatro, danza), hasta su vertiente más experimental (instalaciones, música concreta...).

## Biografía
Su trabajo se fundamenta en la investigación entre distintas personas, sonidos y formatos, ya sea en instalaciones sonoras, grabaciones o composiciones musicales. Ha desarrollado su actividad en Europa, América y Asia, y ha publicado una larga lista de obras, tanto en solitario como en colaboración con otros artistas.  
Estudió radiotelevisión en Bilbao. Para entonces ya realizó programas sobre música en Xorroxin Irratia e Irola Irala Irratian de Bilbao y siguió su labor en medios de comunicación escritos como El Tubo o Entzun. Además, publicó varios cómics en la revista de cómics Napartheid.
Una vez finalizados los estudios, comienza a trabajar en Ttipi-Ttapa Telebistan. En el ámbito del periodismo ha participado regularmente en el programa Arratsean de Euskadi Irratia y en el diario Berria.

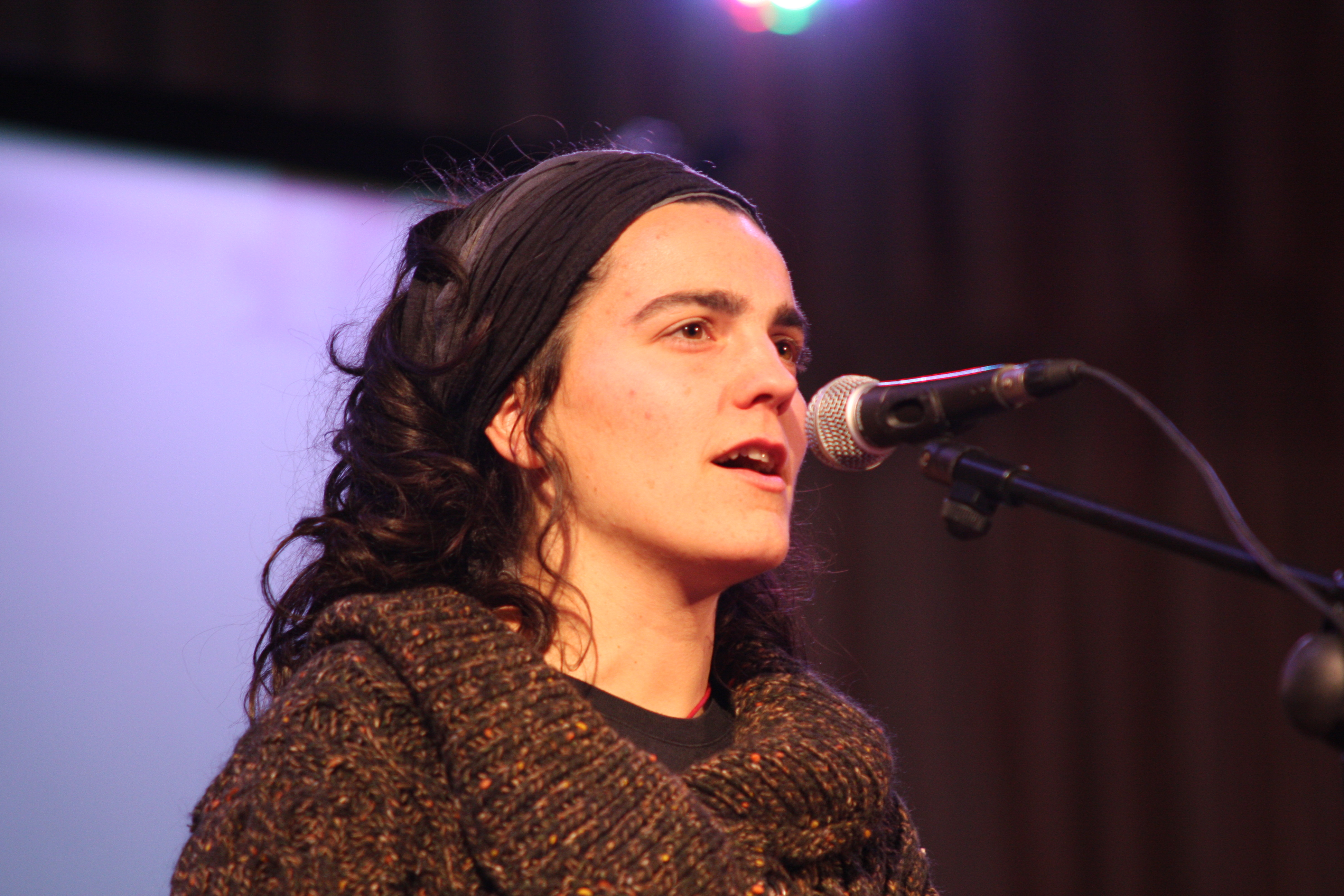
Maialen Lujanbio-bertsolari-2008

En 2002 decidió vivir de la música. Desde entonces ha conocido la música electrónica y durante los últimos 17 años codirige el Festival de Otras Músicas ERTZ y fue coordinador del laboratorio de sonido AUDIOLAB de Arteleku (2002-2014). 
Ha participado en varios proyectos sonoros como Billy Bao o Soinumapa.net. Además ha compuesto bandas sonoras para cine, danza o teatro y simultáneamente ha realizado y organizado diversos proyectos, exposiciones, instalaciones y otras actuaciones en diferentes países del mundo en el ámbito del arte sonoro.
Entre 2006 y 2011 realizó el proyecto Ornitorrinkus con Judith Montero (saxofón soprano, alto, tenor y barítono) y Maialen Lujanbio (letras y voz). Ornitorrinkus es un proyecto artístico híbrido de palabras y sonidos que combina el bertsolarismo, la música contemporánea y la electrónica.
También a trabajado en otros proyectos con la bertsolari Lujanbio como por ejemplo la performance radiofónica “Txori Mugariak” en 2011 y en el verano de 2013 el proyecto “Hegi, Egia, Egiak”.
En 2022 recibió el premio Berlinale por El sembrador de estrellas, un cortometraje dirigido por Lois Patiño con diseño de sonido de Erkizia.

## Obras
Su obra abarca desde bandas sonoras para films, colaboraciones con medios de comunicación, creaciones radiofónicas... Sin embargo, su principal característica es la de investigador sonoro. 

### Películas-Documentales

#### Aboios
Es una colección de videos cortos a modo de notas a pie de página del film O Gamer. Si el film realiza una revisión histórica sobre las ya prácticamente desaparecidas tradiciones del conocido como «cantar de carro», la serie de videos que conforma Aboios intenta mostrar los rastros que perviven a esa cultura en la actualidad. La serie toma el título de una tradición de canto practicada por los boyeros en Brasil durante sus largas travesías. Un canto que precisamente se realiza en conjunto con el sonar del carro. 
- Aboio 1: con la participación de Niño de Elche en la voz y Yani Díaz. (4 minutos, 2020).
- Aboio 2: con la colaboración especial del archivo Gordailua de la Diputación Foral de Guipúzcoa (4 minutos, 2020).
- Aboio 3: con la participación de la Asociación de Campaneros de Pamplona (8 minutos, 2021).
- Aboio 4: con la participación del Museo de Bellas Artes de Bilbao (5 minutos, 2022).

#### Ferreyra
Beatriz Ferreyra es una artista de música concreta afincada en Francia pero de origen argentino que ha elaborado un idioma propio en el ámbito de la música experimental. Este documental retrata una visita realizada a su casa y toma como único guion varios fragmentos de sus composiciones realizadas durante las últimas décadas, los sonidos y silencios que ha ido construyendo.

#### O Gamer
O gemer es una película experimental sobre el viaje geográfico e histórico del peculiar sonido de los conocidos como carros de bueyes vascos. La película abarca un recorrido desde el silencio actual del sonido en nuestro territorio hasta su reaparición, tras una investigación de varios años, en la parte central de Brasil. 

### Discografía
Tiene una discografía muy amplia. 

#### Solitario
Incluyen composiciones, álbumes, temas en recopilatorios y remixes, ordenados en orden cronológico. Algunas de estas obras: 
- Berbaoc (2007)
- Zubiak dira zauriak, zauriak dira orbainak, orbainak dira izenak (Los puentes son heridas, las heridas cicatrices, las cicatrices son nombres). 2019.
- Memorias de un Lian Nain (2020).

#### Colaboraciones
Colaboraciones artísticas como músico, arreglista y/o productor. Entre otros incluye varias obras realizadas en/con formaciones como Ornitorrinkus, Voodoo Muzak, Borrokan, Cafe Teatro… 

#### Obras para radio
Ha realizado a lo largo de toda su carrera cantidad de programas de radio, podcast, ensayos… entre los que destacan:
- No se esta bien cerca del suelo (serie de ensayos radiofónicos, 2019).
- No hay punto de vista para el oído (diario sonoro- 7 capítulos, 2020).
- La guerra en la membrana (serie de podcasts, 2015)

### Instalaciones sonoras
- Non dire niente (2015).
- Zubiak dira zauriak, zauriak dira orbainak, orbainak dira izenak (Los puentes son heridas, las heridas cicatrices, las cicatrices son nombres). 2019.

## Premios y nominaciones
| Año  | Título  | Premio                                            | Categoría              | Resultado | Ref.  |
| ---- | ------- | ------------------------------------------------- | ---------------------- | --------- | ----- |
| 2024 | Samsara | Premios de la Sociedad Internacional de Cinéfilos | Mejor diseño de sonido | Ganador   | [ 4 ] |